# Miloševo (Negotin)
Pour les articles homonymes, voir Miloševo.
Miloševo (en serbe cyrillique : Милошево) est un village de Serbie situé dans la municipalité de Negotin, district de Bor. Au recensement de 2011, il comptait 453 habitants.
Miloševo est situé sur les bords de la Jasenička reka, un affluent du Danube.

## Histoire
La première maison de Miloševo a été construite au XVIe siècle ; à cette époque le village portait le nom d'Okruglac, qui, par son étymologie, renvoyait à la forme circulaire de la localité. Puis, jusqu'à la fin du XIXe siècle, il porta le nom de Kolograš. Son nom actuel rappelle le souvenir du prince Miloš Obrenović.

## Démographie

### Évolution historique de la population
| 1948 | 1953 | 1961 | 1971 | 1981 | 1991 | 2002 | 2011 |
| ---- | ---- | ---- | ---- | ---- | ---- | ---- | ---- |
| 790  | 800  | 775  | 813  | 903  | 913  | 517  | 453  |

|  |